# David Lebón
Oscar David Lebón (né le 5 octobre 1952 à Buenos Aires) est un guitariste et multi-instrumentiste argentin de rock, particulièrement actif dans les années 1970 et 1980. Il a fait partie des groupes Pappo's Blues (basse et guitare rythmique), Billy Bond y La Pesada del Rock and Roll (es) (guitare), Pescado Rabioso (chant, basse et guitare), Color Humano (batterie et chœurs), Sui Generis (guitare), Espíritu (es) (claviers), Polifemo (chant, guitare et basse), Seleste (chant et guitare) et Serú Girán (chant et guitare), entre autres. Depuis 1982, il mène une carrière solo soutenue.

## Biographie

### Jeunesse et débuts
Né d'un père argentin et d'une mère chinoise, fille de cosaques russes, il vit dans la ville d'Ituzaingó avec son père et ses trois sœurs pendant son enfance. Il commence sa relation avec la musique lorsque, à l'âge de huit ans, il doit partir aux États-Unis pour soigner un problème d'asthme. Son séjour dans ce pays coïncide avec le boum de la Beatlemania qui, comme pour la plupart des gens, a eu une influence décisive sur son avenir. Ainsi, alors qu'il est encore mineur, ce qui ne lui permet pas de rester dans les clubs de rock, il fait partie de petits groupes tels que The Alley Cats (où il joue de la guitare) et The Lords of London (à la batterie). Il est également sur le point de former un groupe avec le batteur Carmine Appice, qui deviendra peu après le légendaire Beck, Bogert and Appice. 

### Pescado Rabioso
Après l'expérience Pescado Rabioso, Lebón sort son premier album solo (David Lebón) en 1973, à la demande de Billy Bond, un album que David a enregistré pratiquement seul, en jouant de presque tous les instruments. L'album comprend des chansons qu'il réenregistrera des années plus tard, comme 32 macetas, Dos edificios dorados et Hombre de mala sangre, et est coécrit avec sa compagne de l'époque, Liliana Lagardé, l'album est joué en septembre 1973 au Teatro Ópera de Buenos Aires. 

### Polifemo
Polifemo est un groupe argentin de rock, actif entre 1975 et 1977. Durant son existence, le groupe est composé de David Lebón, Rinaldo Rafanelli et Juan Rodríguez. Le trio est le backing band habituel de Sui Generis, jusqu'à ce qu'ils décident de se produire séparément, quelques mois avant la dissolution du duo. Le succès vient avec les singles Suéltate rock and roll et Oye Dios, qué me has dado. Ils sont le groupe révélation de l'été 1976 et leur popularité est consolidée par les nombreux concerts qu'ils donnent. Pour l'enregistrement de leur premier album, le claviériste Ciro Fogliatta rejoint le groupe. Cet album est présenté avec Pappo comme guitariste invité, au Luna Park, en août 1976. L'album et le concert reçoivent des critiques très sévères de la part de la presse spécialisée, et la stabilité du groupe commence à s'effriter. Au moment de la sortie de Volumen 2 (1977), le groupe est pratiquement dissous.
Rafanelli et Juan Rodríguez se sont croisés dans d'innombrables projets (comme le groupe El Adoquín avec Gady Pampillon). Rafanelli sera le bassiste de Seleste pendant un certain temps, et participera à l'album Nayla de Lebón en 1979. Le 13 septembre 2019, la réunion de Lebón, Rafanelli et Rodriguez a lieu au Gran Rex, jouant ensemble une réédition du classique Suéltate rock and roll pour la présentation en direct de l'album Lebon&Co, sorti en 2019. 

## Vie personnelle
Sa première femme, et mère de son premier fils, était Liliana Lagardé, avec laquelle il a formellement composé les chansons de son premier album solo. Il vit actuellement aux États-Unis. En octobre 2021, sa fille Tayda, musicienne et tatoueuse, née biologiquement garçon et en transition pour changer de sexe, y est décédée.  Sa deuxième femme était Maria Peselj, mère de trois de ses enfants : Niklas Andersson Peselj (guitariste), Panchi Lebón (batteur) et Nayla Lebón (chanteuse lyrique). Sa troisième femme, mère de sa dernière fille Hannah, était Claudia Dorda, psychologue et ancienne manager du musicien à la fin des années 1980.
Il a été en couple avec des personnalités connues telles que les mannequins Ginette Reynal et Pata Villanueva avec ce dernier au début des années 1990. Jusqu'en 2010, il est le compagnon de la chanteuse Hilda Lizarazu. Il est en couple avec Patricia Oviedo, manager de Lebon lui-même et de Marcela Morelo.

## Accueil
Lebón est considéré par Clarín comme un guitariste emblématique du genre dans le pays. Le magazine Rolling Stone le classe troisième dans sa liste des 100 meilleurs guitaristes du rock argentin. 

## Discographie

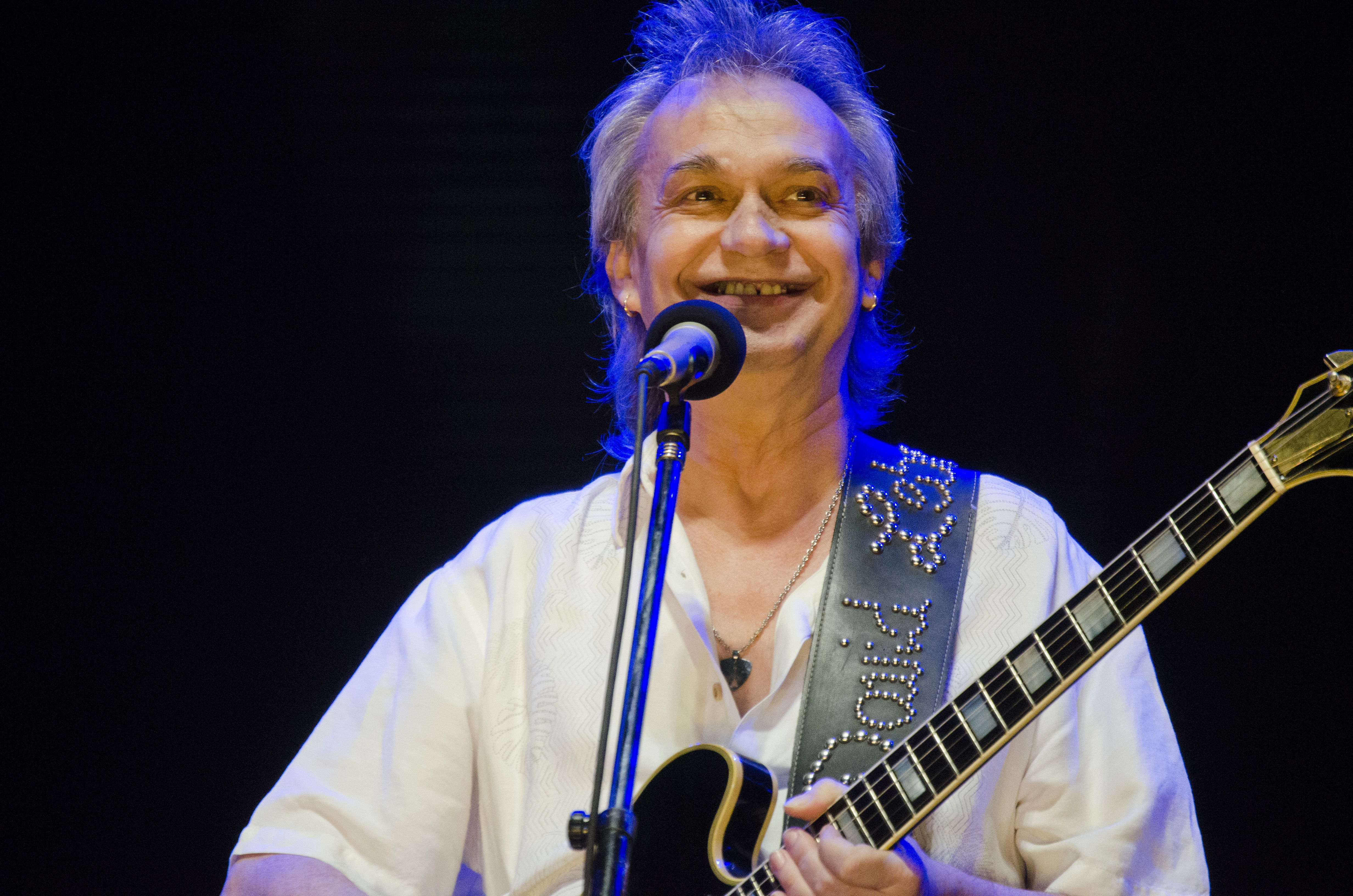
David Lebón en 2013.

### Albums studio
- 1973 : David Lebón
- 1980 : Nayla
- 1982 : El tiempo es veloz
- 1983 : Siempre estaré
- 1984 : Desnuque
- 1985 : Si de algo sirve
- 1986 : 7 × 7
- 1987 : Nunca te puedo alcanzar
- 1989 : Contactos
- 1991 : Nuevas mañanas
- 1999 : En vivo, en el Teatro Coliseo
- 2002 : Yo lo soñé
- 2009 : Déjà vu
- 2016 : Encuentro supremo
- 2019 : Lebón & Co.
- 2022 : Lebón & Co. 2
- 2024 : Herencia Lebón

### Pappo's Blues
- 1971 : Pappo's Blues Volumen 1
- 1973 : Pappo's Blues Volumen 4

### Billy Bond y La Pesada del Rock and Roll
- 1971 : Billy Bond y La Pesada del Rock and Roll
- 1972 : Buenos Aires Blus
- 1973 : Billy Bond y La Pesada del Rock and Roll Volumen 4

### Color Humano
- 1972 : Color Humano

### Pescado Rabioso
- 1973 : Pescado 2

### Līlā
- 1975 : Amanece la verdad / Ah Maharaj Ji (single)

### Polifemo
- 1976 : Polifemo
- 1977 : Volumen 2

### Billy Bond and the Jets
- 1978 : ''Billy Bond and the Jets

### Serú Girán
- 1973 : Serú Girán
- 1979 : La grasa de las capitales
- 1980 : Bicicleta
- 1981 : Peperina
- 1982 : No llores por mí, Argentina
- 1992 : Serú '92
- 1993 : En vivo I
- 1993 : En vivo II
- 2000 : Yo no quiero volverme tan loco

### Aznar / Lebón
- 2007 : Aznar / Lebón Volumen 1
- 2007 : Aznar / Lebón Volumen 2